# معركة أولاش
معركة اولاش أو معركة نهر بيجا هي معركة خاضها الجيش العثماني في 28 محرم 1108هـ الموافق لــ 27 جوان 1696 تحت قيادة السلطان مصطفى الثاني في اولاش بالقرب من تيميشوارا في غرب رومانيا الحالية ضد جيش هابسبورغ والجيش الألماني وبالاخص السكسونيين أو الشؤابيون الذي استوطنوا مقاطعة بانات و لذلك سموا بألمان بانات

## المعركة
كان جيش هابسبورغ يحاصر تيميشوارا العثمانية، ولكن عندما عبر الجيش العثماني نهر الدانوب رفع الحصار واجتمع الجيشان بالقرب من نهر بيجا في 26 أغسطس.خلال المعركة، الجناح الأيسر للجيش الإمبراطوري تحمل خسائر فادحة، على النقيض من المركز والجناح الأيمن. في نهاية المطاف انتصر العثمانيون.
جرح فيها الماريشال الامبراطوري دونات جون كونت هايسلر هايترسهايم بطل معركة حصار فيينا الثاني ( 12 سبتمبر 1683) و مات نتيجتها بعد 5 أيام في زيغد المجرية.